# 波蘭—委內瑞拉關係
波蘭－委內瑞拉關係是波蘭和委內瑞拉之間的雙邊關係。

## 歷史

### 早期
17世紀30年代，雅各布·克特勒公爵和波蘭立陶宛聯邦國王扬·卡齐米日提出了波蘭殖民委內瑞拉的想法。波蘭船隻曾在加勒比地區探索定居點，並曾四次嘗試在附近的多巴哥島建立殖民地，但殖民嘗試失敗，在委內瑞拉建立殖民地的所有計劃也都失敗了。1787年，波蘭國王斯坦尼斯瓦夫·奧古斯特·波尼亞托夫斯基在卡尼夫（現屬烏克蘭）接待了未來的委內瑞拉軍事領袖和革命家弗朗西斯科·德·米蘭達幾天，當時米蘭達正在歐洲旅行。在委內瑞拉獨立戰爭期間，一些波蘭軍官服役並與西班牙軍隊作戰，為委內瑞拉獨立而戰。一名波蘭軍官伊齊多爾·博羅夫斯基被西蒙·玻利瓦爾晉升為將軍。委內瑞拉獨立後不久，少數波蘭人移民到委內瑞拉，其中許多是科學家、神職人員、建築師和工程師。

### 近現代
1918年，波蘭第二共和國在第一次世界大戰後重新獲得獨立。同年，波蘭國家元首約瑟夫·畢蘇斯基向包括委內瑞拉在內的所有獨立國家通報波蘭剛剛獲得獨立。1933年，波蘭與委內瑞拉正式建立外交關係。1952年，波蘭政府宣佈在國內實行共產主義制度，委內瑞拉隨即中止了與波蘭的外交關係。1960年，兩國關係重新建立。現今，波蘭在加拉加斯設有大使館，委內瑞拉在華沙設有大使館。
在委內瑞拉總統危機期間，波蘭於2019年2月正式承認胡安·瓜伊多為委內瑞拉臨時總統。